# All-Ireland League (rugby a 15)
Il campionato irlandese di rugby a 15 è l'insieme dei tornei di rugby a 15 istituiti dalla Irish Rugby Football Union, organismo che ha competenza gestionale della disciplina su tutta l'isola d'Irlanda, ivi comprendendo quindi sia la Repubblica che l'Irlanda del Nord, quest'ultima appartenente amministrativamente al Regno Unito.
Il campionato fu istituito nel 1990 e nel corso del tempo ha assunto i nomi delle aziende sponsor della manifestazione e più precisamente:
- dal 1992 al 1998 Insurance Corporation League - sponsorizzata dalla Insurance Corporation;
- dal 1998 al 2010 AIB League - sponsorizzata dalla Allied Irish Banks;
- dal 2010 Ulster Bank League - sponsorizzata dalla Ulster Bank.

I vincitori di tale torneo si fregiano del titolo di campioni d'Irlanda; alla stagione 2013-14 si sono tenute 24 edizioni del torneo; la squadra che vanta il maggior numero di campionati vinti è lo Shannon con 9 (l'ultimo nel 2009); a seguire il Cork Constitution con 4 (l'ultimo nel 2010).

## Struttura del campionato
Il campionato, a partire dalla stagione 2011-2012, è strutturato su 4 livelli.

### Divisioni

#### Division 1A
La Division 1A è il massimo livello del campionato. Viene disputata da 10 squadre tramite la formule del girone unico all'italiana con partite di andata e ritorno.

Al termine della stagione vengono emessi i seguenti verdetti:
- 1ª classificata:  Campione d'Irlanda;
- 9ª classificata: disputa il barrage promozione/retrocessione con la 2ª classificata di Division 1B;
- 10ª classificata: viene retrocessa direttamente in Division 1B.

#### Division 1B
La Division 1B è il secondo livello del campionato. Viene disputata da 10 squadre tramite la formule del girone unico all'italiana con partite di andata e ritorno.

Al termine della stagione vengono emessi i seguenti verdetti:
- 1ª classificata: viene promossa in Division 1A;
- 2ª classificata: disputa il barrage promozione/retrocessione con la 9ª classificata di Division 1A;
- 8ª classificata: disputa il barrage promozione/retrocessione con la 3ª classificata di Division 2A;
- 9ª e 10ª classificata: vengono retrocesse direttamente in Division 2A.

#### Division 2A
La Division 2A è il terzo livello del campionato. Viene disputata da 16 squadre tramite la formule del girone unico all'italiana con partite di sola andata.

Al termine della stagione vengono emessi i seguenti verdetti:
- 1ª e 2ª classificata: vengono promosse in Division 1B;
- 3ª classificata: disputa il barrage promozione/retrocessione con la 8ª classificata di Division 1B;
- 14ª classificata: disputa il barrage promozione/retrocessione con la 3ª classificata di Division 2B;
- 15ª e 16ª classificata: vengono retrocesse direttamente in Division 2B.

#### Division 2B
La Division 2B è il quarto livello del campionato. Viene disputata da 16 squadre tramite la formule del girone unico all'italiana con partite di sola andata.

Al termine della stagione vengono emessi i seguenti verdetti:
- 1ª e 2ª classificata: vengono promosse in Division 2A;
- 3ª classificata: disputa il barrage promozione/retrocessione con la 14ª classificata di Division 2A;
- 15ª e 16ª classificata: vengono retrocesse direttamente nelle Division provinciali (Connacht, Leinster, Munster e Ulster).

### Tabella riassuntiva
Quella che segue è la tabella dei tornei con i meccanismi di promozione-retrocessione tra i vari livelli.
| Livello | Serie       | Squadre | Formula                                                    | Verdetti |
| ------- | ----------- | ------- | ---------------------------------------------------------- | --- |
| 1       | Division 1A | 10      | Girone unico all'italiana con partite di andate e ritorno. | 1a: Campione d'Irlanda 9a: Barrage con la 2ª di Division 1B 10a: retrocede in Division 1B                                                        |
| 2       | Division 1B | 10      | Girone unico all'italiana con partite di andate e ritorno. | 1a: Promossa in Division 1A 2a: Barrage con la 9ª di Division 1A 8a: Barrage con la 3ª di Division 2A 9a e 10a: retrocedono in Division 2A       |
| 3       | Division 2A | 16      | Girone unico all'italiana con partite di sola andate.      | 1a e 2a: Promosse in Division 1B 3a: Barrage con l'8ª di Division 1B 14a: Barrage con la 3ª di Division 2B 15a e 16a: retrocedono in Division 2B |
| 4       | Division 2B | 16      | Girone unico all'italiana con partite di sola andate.      | 1a e 2a: Promosse in Division 2A 3a: Barrage con la 14ª di Division 2A 15a e 16a: retrocedono nelle division provinciali.                        |

### Sistema di punteggio
Al fine di stilare la classifica finale delle varie Division ogni incontro determina questi punteggi in classifica:
- Quattro punti per la squadra che vinca l'incontro;
- Due punti ciascuno in caso di parità;
- Zero punti per la squadra che perda l'incontro con 8 o più punti di svantaggio;
- Un punto per la squadra che perda l'incontro con meno di 8 punti di svantaggio;
- Un punto per la squadra che segna quattro o più mete durante l'incontro.

## Statistiche

### Albo d'oro
| Edizione  | Vincitore         |
| --------- | ----------------- |
| 1990-1991 | Cork Constitution |
| 1991-1992 | Garryowen         |
| 1992-1993 | Young Munster     |
| 1993-1994 | Garryowen         |
| 1994-1995 | Shannon           |
| 1995-1996 | Shannon           |
| 1996-1997 | Shannon           |
| 1997-1998 | Shannon           |
| 1998-1999 | Cork Constitution |
| 1999-2000 | St. Mary’s        |

| Edizione  | Vincitore         |
| --------- | ----------------- |
| 2000-2001 | Dungannon         |
| 2001-2002 | Shannon           |
| 2002-2003 | Ballymena         |
| 2003-2004 | Shannon           |
| 2004-2005 | Shannon           |
| 2005-2006 | Shannon           |
| 2006-2007 | Garryowen         |
| 2007-2008 | Cork Constitution |
| 2008-2009 | Shannon           |
| 2009-2010 | Cork Constitution |

| Edizione  | Vincitore         |
| --------- | ----------------- |
| 2010-2011 | Old Belvedere     |
| 2011-2012 | St. Mary’s        |
| 2012-2013 | Lansdowne         |
| 2013-2014 | Clontarf          |
| 2014-2015 | Lansdowne         |
| 2015-2016 | Clontarf          |
| 2016-2017 | Cork Constitution |
| 2017-2018 | Lansdowne         |
| 2018-2019 | Cork Constitution |

### Vittorie totali per club
| Numero | Club              | Anni                                                                                               |
| ------ | ----------------- | -------------------------------------------------------------------------------------------------- |
| 9      | Shannon           | 1994-1995, 1995-1996, 1996-1997, 1997-1998, 2001-2002, 2003-2004, 2004-2005, 2005-2006, 2008-2009. |
| 6      | Cork Constitution | 1990-1991, 1998-1999, 2007-2009, 2009-2010, 2016-2017, 2018-2019                                   |
| 3      | Garryowen         | 1991-1992, 1993-1994, 2006-2007.                                                                   |
| 3      | Lansdowne         | 2012-2013, 2014-2015, 2017-2018                                                                    |
| 2      | St. Mary’s        | 1999-2000, 2011-2012.                                                                              |
| 2      | Clontarf          | 2013-2014, 2015-2016                                                                               |
| 1      | Young Munster     | 1992-1993                                                                                          |
| 1      | Dungannon         | 2000-2001                                                                                          |
| 1      | Ballymena         | 2002-2003                                                                                          |
| 1      | Old Belvedere     | 2010-2011                                                                                          |

### Vittorie totali per provincia
| Numero | Provincia | Club                                                                    |
| ------ | --------- | ----------------------------------------------------------------------- |
| 19     | Munster   | Shannon (9) · Cork Constitution (6) · Garryowen (3) · Young Munster (1) |
| 8      | Leinster  | Lansdowne (3) · St. Mary’s (2) · Clontarf (2) · Old Belvedere (1)       |
| 2      | Ulster    | Dungannon (1) · Ballymena (1)                                           |